# Queen + Paul Rodgers Tour
A Queen + Paul Rodgers Tour a Queen + Paul Rodgers formáció (Brian May, Roger Taylor, Paul Rodgers) 2005/2006-os koncertturnéja. A Queen két egykori tagjának ez volt az első közös, Queen néven adott turnéja Freddie Mercury 1991-es halála óta.
A csoport első nyilvános fellépése a turné részeként 2005 márciusában, Nelson Mandela 46664 elnevezésű AIDS tudatosság kampányán történt. A körútjuk ezután a londoni Brixton Akadémiánál folytatódott, a jegyeket itt elsősorban a hivatalos rajongói klub tagjai kaphatták meg. A stadionturné csak ezután kezdődött meg: játszottak a londoni Wembley Arénában, a walesi Cardiff International Arénában és a Le Zenithben. A nyár során több európai helyszínen megfordultak, és nagy látogatottságú koncerteket adtak: a portugáliai Estadio do Resteloban 30 ezer, a németországi Rhein-Energie Stadionban 27 ezer, a holland Arnhemi stadionban 30 ezer, a londoni Hyde Parkban pedig 65 ezer néző előtt játszottak.
A portugáliai koncert 2005. július 2-ára esett, ezen a napon zajlott a Live 8 koncert, amelyet Bob Geldof szervezett tíz különböző koncertszínhelyen. Eredetileg úgy tervezték, hogy ők is kapcsolódnak a koncertekhez, végül azonban csak két üzenetet küldtek Bob Geldofnak: Brian a ’39 című dalt, Roger pedig Say It’s Not True című dalát Bob Geldofnak ajánlotta a koncerten. A 2005. július 15-i Hyde Parkban megrendezett koncertre több ezer ingyenjegyet osztottak szét, a koncertet ugyanis éppen a július 7-i londoni bombamerényletek miatt kellett egy héttel elhalasztani. A koncerten több mint 65 ezer ember vett részt, és mintegy két óra hosszáig tartott.
A koncertek során előadták a legnépszerűbb Queen-dalokat, például a We Are the Championst, a We Will Rock Yout, a Crazy Little Thing Called Love-ot vagy a Bohemian Rhapsodyt. Egy interjúban Paul Rodgers kijelentette, hogy nem lennének elég rátermettek előadni a Killer Queent, mert az túl összetett. Játszottak néhány dalt Rodgers életművéből, bár ez valóban csak elenyésző mennyiség volt: az All Right Now, Wishing Well és a Feel Like Making Love. Ezeken a koncerteken Taylor és May több dalt is énekelt, mint a régi Queen-koncerteken, May előadta a ’39, Hammer to Fall, Love of My Life dalokat, Taylor pedig a Radio Ga Ga, These Are the Days of Our Lives, Say It’s Not True és I’m in Love with My Car című dalait. Ilyen alkalmakkor gyakran fel is állt a dobok mögül, így a dalt egy dobgép hangzása kísérte.
Az ismert slágereken kívül több meglepetésdalt is előadtak, például Freddie Mercury szólódalát, az I Was Born to Love Yout (csak Japánban), John Lennon Imagine-jét, a Teo Torriatte-t (csak Japánban), a Too Much Love Will Kill You-t (csak Dél-Afrikában), a Long Awayt, a Tavaszi szél vizet áraszt című magyar népdalt csak Magyarországon, amelyet Mercury az 1986-os budapesti koncerten is elénekelt, a Sunshine of Your Love-ot, amely tisztelgés volt az egy nappal azelőtt ugyanott koncertező Cream előtt (May jelen volt a koncerten, ez inspirálta a dal előadására).

## Közreműködők
- Paul Rodgers – ének, gitár, zongora
- Brian May – elektromos gitár, háttérvokál
- Roger Taylor – dob, háttérvokál
- Spike Edney – billentyűsök, háttérvokál
- Jamie Moses – ritmusgitár, háttérvokál
- Danny Miranda – basszusgitár, akusztikus gitár, háttérvokál

## Dalok listája

### Dalok
1. Lose Yourself
2. Reachin’ Out
3. Tie Your Mother Down
4. I Want to Break Free
5. Fat Bottomed Girls
6. Wishing Well
7. Crazy Little Thing Called Love
8. Say It’s Not True
9. ’39
10. Love of My Life
11. Hammer to Fall
12. Feel Like Makin’ Love
13. Let There Be Drums
14. I’m in Love with My Car
15. Brighton Rock Solo
16. Last Horizon
17. These Are the Days of Our Lives
18. Radio Ga Ga
19. Can’t Get Enough
20. A Kind of Magic
21. I Want It All
22. Bohemian Rhapsody
23. The Show Must Go On
24. All Right Now
25. We Will Rock You
26. We Are the Champions
27. God Save the Queen

### Ritkán előadott dalok

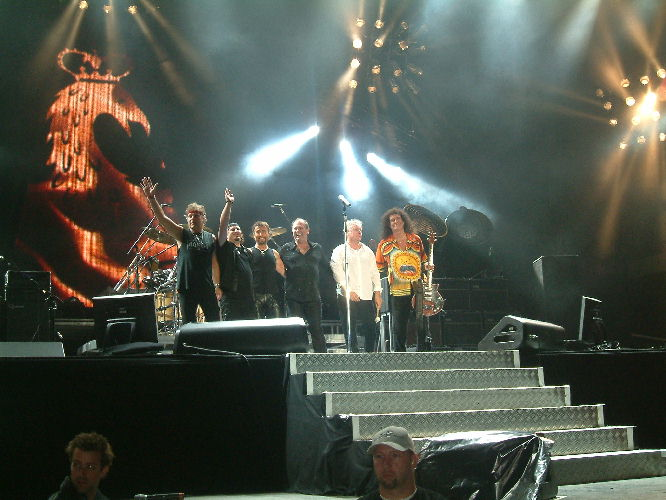
Queen + Paul Rodgers

- Little Bit of Love
- Seagull
- Another One Bites the Dust
- Under Pressure
- Fire and Water
- Long Away
- Tavaszi szél vizet áraszt
- '39
- Danube Waltz
- Molly Malone
- Sakura
- Sunshine of Your Love
- Imagine
- Bad Company
- Rock 'n' Roll Fantasy
- Teo Torriatte
- I Was Born to Love You

## Koncertek
| Dátum                                      | Város           | Ország             | Helyszín                             |
| ------------------------------------------ | --------------- | ------------------ | ------------------------------------ |
| Első szakasz – Dél Afrika                  |                 |                    |                                      |
| 2005. március 19.                          | George          | Dél-Afrika         | Fancourt                             |
| Második szakasz – Európa                   |                 |                    |                                      |
| 2005. március 28.                          | London          | Egyesült Királyság | Brixton Academy                      |
| 2005. március 30.                          | Párizs          | Franciaország      | Le Zenith                            |
| 2005. április 1.                           | Madrid          | Spanyolország      | Palacio de los Deportes              |
| 2005. április 2.                           | Barcelona       | Spanyolország      | Palau Sant Jordi                     |
| 2005. április 4.                           | Róma            | Olaszország        | Palalottomatica                      |
| 2005. április 5.                           | Milánó          | Olaszország        | Datch Forum di Assago                |
| 2005. április 7.                           | Firenze         | Olaszország        | Nelson Mandela Forum                 |
| 2005. április 8.                           | Pesaro          | Olaszország        | BPA Pals                             |
| 2005. április 10.                          | Bázel           | Svájc              | St. Jakobshalle                      |
| 2005. április 13.                          | Bécs            | Ausztria           | Stadthalle                           |
| 2005. április 14.                          | München         | Németország        | Olympiahalle                         |
| 2005. április 16.                          | Prága           | Csehország         | Sazka Arena                          |
| 2005. április 17.                          | Lipcse          | Németország        | Arena                                |
| 2005. április 19.                          | Frankfurt       | Németország        | Festhalle                            |
| 2005. április 20.                          | Antwerpen       | Belgium            | Sportpaleis                          |
| 2005. április 23.                          | Budapest        | Magyarország       | Arena                                |
| 2005. április 25.                          | Dortmund        | Németország        | Westfalenhalle                       |
| 2005. április 26.                          | Rotterdam       | Hollandia          | Ahoy Hall                            |
| 2005. április 28.                          | Hamburg         | Németország        | Color Line Arena                     |
| 2005. április 30.                          | Stockholm       | Svédország         | Globen                               |
| 2005. május 3.                             | Newcastle       | Egyesült Királyság | Metro Radio Arena                    |
| 2005. május 4.                             | Manchester      | Egyesült Királyság | MEN Arena                            |
| 2005. május 6.                             | Birmingham      | Egyesült Királyság | NEC Arena                            |
| 2005. május 7.                             | Cardiff         | Egyesült Királyság | International                        |
| 2005. május 9.                             | Sheffield       | Egyesült Királyság | Hallam FM Arena                      |
| 2005. május 11.                            | London          | Egyesült Királyság | Wembley Arena                        |
| 2005. május 13.                            | Belfast         | Egyesült Királyság | Odyssey Arena                        |
| 2005. május 14.                            | Dublin          | Írország           | Point Theatre                        |
| 2005. július 2.                            | Lisszabon       | Portugália         | Restelo Stadium                      |
| 2005. július 6.                            | Köln            | Németország        | Rhein-Energie Stadion                |
| 2005. július 10.                           | Arnhem          | Hollandia          | Gelredome                            |
| 2005. július 15.                           | London          | Egyesült Királyság | Hyde Park                            |
| Harmadik szakasz – Aruba, Egyesült Államok |                 |                    |                                      |
| 2005. október 8.                           | Oranjestad      | Aruba              | Entertainment Center                 |
| 2005. október 16.                          | East Rutherford | Egyesült Államok   | Continental Airlines Arena           |
| 2005. október 22.                          | Los Angeles     | Egyesült Államok   | Hollywood Bowl                       |
| Negyedik szakasz – Japán                   |                 |                    |                                      |
| 2005. október 26. és 27                    | Szaitama        | Japán              | Saitama Super Arena                  |
| 2005. október 29. és 30                    | Jokohama        | Japán              | Yokohama Arena                       |
| 2005. november 1.                          | Nagoja          | Japán              | Nagoya Dome                          |
| 2005. november 3.                          | Fukuoka         | Japán              | Fukuoka Dome                         |
| Ötödik szakasz – Dél-Amerika               |                 |                    |                                      |
| 2006. március 3.                           | Miami           | Egyesült Államok   | American Airlines Arena              |
| 2006. március 4.                           | Jacksonville    | Egyesült Államok   | Jacksonville Veterans Memorial Arena |
| 2006. március 7.                           | Duluth          | Egyesült Államok   | Gwinnett Center                      |
| 2006. március 8.                           | Washington      | Egyesült Államok   | MCI Center                           |
| 2006. március 10.                          | Worcester       | Egyesült Államok   | Digital Credit Union Center          |
| 2006. március 12.                          | Uniondale       | Egyesült Államok   | Nassau Coliseum                      |
| 2006. március 14.                          | Philadelphia    | Egyesült Államok   | Wachovia Spectrum                    |
| 2006. március 16.                          | Toronto         | Kanada             | Air Canada Centre                    |
| 2006. március 17.                          | Buffalo         | Egyesült Államok   | HSBC Arena                           |
| 2006. március 20.                          | Pittsburgh      | Egyesült Államok   | Mellon Arena                         |
| 2006. március 21.                          | Cleveland       | Egyesült Államok   | Quicken Loans Arena                  |
| 2006. március 23.                          | Rosemont        | Egyesült Államok   | Allstate Arena                       |
| 2006. március 24.                          | Auburn Hills    | Egyesült Államok   | Palace                               |
| 2006. március 26.                          | St. Paul        | Egyesült Államok   | Xcel Energy Center                   |
| 2006. március 27.                          | Milwaukee       | Egyesült Államok   | Bradley Center                       |
| 2006. március 31.                          | Glendale        | Egyesült Államok   | Glendale Arena                       |
| 2006. április 1.                           | San Diego       | Egyesült Államok   | Cox Arena                            |
| 2006. április 3.                           | Anaheim         | Egyesült Államok   | Arrowhead Pond                       |
| 2006. április 5.                           | San Jose        | Egyesült Államok   | HP Pavillion Center                  |
| 2006. április 7.                           | Las Vegas       | Egyesült Államok   | MGM Grand Arena                      |
| 2006. április 10.                          | Seattle         | Egyesült Államok   | Key Arena                            |
| 2006. április 11.                          | Portland        | Egyesült Államok   | Rose Garden Arena                    |
| 2006. április 13.                          | Vancouver       | Kanada             | Pacific Coliseum                     |
| 2006. május 25.                            | Las Vegas       | Egyesült Államok   | Mandalay Bay Events Center           |